# Karel Kněžourek
Karel Kněžourek (7. listopadu 1857 Městec Králové – 3. listopadu 1920 Žleby) byl český pedagog, přírodovědec, botanik, zoolog, entomolog a ornitolog.

## Život
V letech 1893–1909 působil jako řídící učitel v Starkoči u Čáslavi a v letech 1909–1919 ve Žlebech. Navzdory skutečnosti, že byl obyčejným vesnickým učitelem, se vypracoval na uznávaného přírodovědce. Je známý jako autor Velkého přírodopisu ptactva I., II., který vyšel v letech 1910–1912, a celé řady populárních článků hlavně o ptácích a hmyzu v časopise Vesmír (Nové pokusy s chovem bourců, 1906) a Příroda (Drvopleň vrbový, 1919–1920). Přispíval také do lesnických a mysliveckých časopisů Jana Theodoricha Doležala (časopis Háj aj.) a Josefa Václava Rozmary a do Loveckého obzoru, a to pod vlastním jménem či pod pseudonymy. Psal např. o hospodářském významu hmyzožravého ptactva (1904–1905), o škůdcích ovocných stromů (1907) a živočichů (1908).